# Madeleine Sims-Fewer

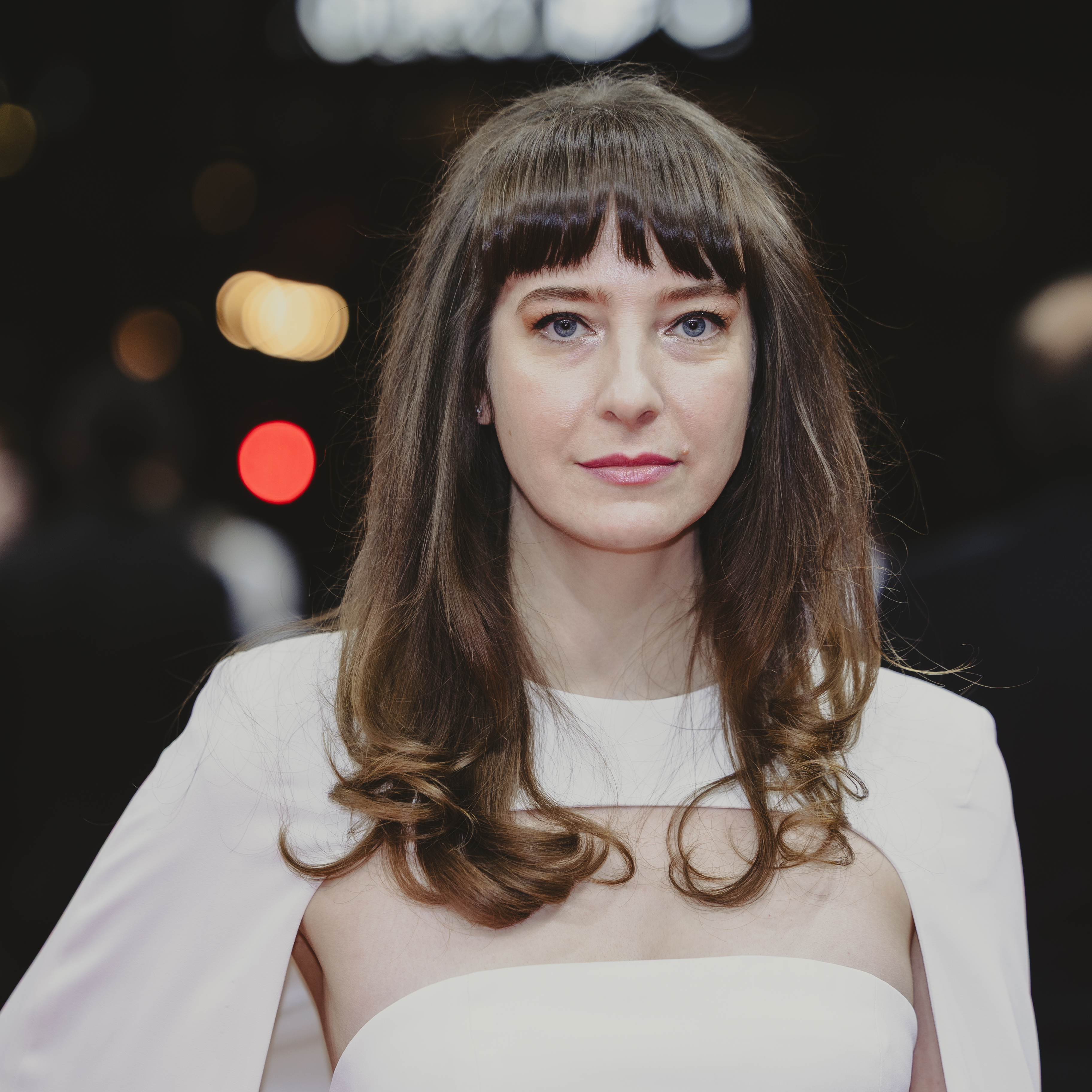
Madeleine Sims-Fewer auf der Berlinale 2025

Madeleine Sims-Fewer ist eine kanadisch-britische Filmschauspielerin, Filmregisseurin, Filmproduzentin und Drehbuchautorin.

## Karriere
Sims-Fewer wurde in Kawartha Lakes in Kanada geboren und zog mit ihrer Familie nach Bath, als sie zwei Jahre alt war. Dennoch studierte sie Filmwissenschaft an der York University in Toronto. Danach kehrte sie nach England zurück und studierte Schauspiel am Drama Centre London. Sie begann ihre Filmkarriere 2007 mit Nebenrollen in den Kurzfilmen The Adventures of Ratman und Souvenirs from Asia. Darauf folgte 2008 bereits ihr erster Autorenfilm A Stir in the Forest, für den sie beim Niagara Indie Filmfest ausgezeichnet wurde. In den folgenden Jahren drehte sie weitere Kurzfilme, bei denen sie meist eine Nebenrolle, Regie, Drehbuch und Produktion übernahm. Ihr erster großer Erfolg war The Substitute, für den sie 2015 mehrfach nominiert und ausgezeichnet wurde.
Im selben Jahr lernte sie den Regisseur Dusty Mancinelli kennen, mit dem sie 2017 den Kurzfilm Slap Happy produzierte. Zusammen drehten sie die Kurzfilme Woman in Stall 2018 und Chubby 2019. In beiden Filmen geht es um sexuellen Missbrauch in klaustrophobischen Settings. Schließlich gelang ihnen 2020 mit dem Filmdrama Violation ein großer Erfolg, da es bei vielen Festivals gezeigt wurde und ihnen einige Auszeichnungen einbrachte.
Ihr Film Honey Bunch feierte auf der Berlinale 2025 als Special außer Konkurrenz Premiere.

## Filmografie
- 2007: The Adventures of Ratman (Rolle)
- 2007: Souvenirs from Asia (Rolle)
- 2008: A Stir in the Forest (Rolle, Buch, Regie, Produktion)
- 2011: Fix Me (Rolle, Buch)
- 2012: Blood In (Rolle, Buch, Produktion)
- 2012: Jess & Maria (Rolle, Buch, Produktion)
- 2012: Rip-Off (Rolle, Buch, Produktion)
- 2013: Inked (Buch, Produktion)
- 2014: Red Reflections (Rolle)
- 2014: The Storm at Yellow Creek Farm (Rolle, Buch, Produktion)
- 2015: The Substitute (Rolle, Buch, Produktion)
- 2015: Foxes (Rolle)
- 2015: Rainbow Party (Produktion)
- 2016: Dad (Produktion)
- 2016: Operation Avalanche (Kinofilm) (Rolle)
- 2016: Tiefschnee (Kinofilm) (Rolle)
- 2016: Emma (Rolle)
- 2016: The Roots of Men (Rolle)
- 2017: Slap Happy (Rolle, Regie, Produktion)
- 2018: Rape Card (Rolle, Buch, Regie)
- 2018: Woman in Stall (Rolle, Regie, Produktion)
- 2019: Chubby (Buch, Regie, Produktion)
- 2020: Violation (Rolle, Buch, Regie, Produktion)
- 2025: Honey Bunch (Buch, Regie, Produktion)

## Auszeichnungen (Auswahl)
- 2008: Hauptpreis des Niagara Indie Filmfest in der Kategorie Bestes Studentisches Drama für A Stir in the Forest
- 2015: Großer Jurypreis des Fantastic Cinema Festival in der Kategorie Bestes Drehbuch für The Substitute
- 2015: Brno International Noncommercial Film and Video als Honorable Mention für The Substitute
- 2018: Austin Film Festival in der Kategorie Bester Studentischer Film für Woman in Stall
- 2019: Großer Jurypreis des Slamdance Film Festival in der Kategorie Bester Fiktionaler Kurzfilm für Woman in Stall
- 2020: Silberner Drache des Krakowski Festiwal Filmowy für Chubby
- 2020: Jurypreis des Calgary International Film in der Kategorie Aufstrebende Kanadische Künstlerin für Violation
- 2020: Vancouver International Film Festival in der Kategorie Aufstrebende Kanadische Regisseurin für Violation
- 2020: Toronto International Film Festival in der Kategorie Bester Kanadischer Kinofilm für Violation
- 2021: VFCC-Award in der Kategorie Rising Star Award für Violation
- 2021: Orbitpreis des Brussels International Fantastic Film Festival für Violation